# Tommy Sweeney
Tommy Sweeney (Ramsey, 1º luglio 1995) è un giocatore di football americano statunitense che milita nel ruolo di tight end per i New York Giants della National Football League (NFL).

## Carriera

### Buffalo Bills
Sweeney fu scelto nel corso del settimo giro (228º assoluto) del Draft NFL 2019 dai Buffalo Bills. Il 9 maggio 2019 firmò il suo contratto con la franchigia Debuttò come professionista l'8 settembre ricevendo 2 passaggi per 35 yard nella vittoria per 17-16 sui New York Jets. La sua stagione da rookie si concluse con 8 ricezioni per 114 yard in 6 partite, di cui una come titolare.

### New York Giants
Il 23 marzo 2023 Sweeney firmò con i New York Giants.